# Одесское художественное училище имени М. Б. Грекова
Оде́сский художественный колледж имени М. Б. Гре́кова (укр. Одеський художній коледж імені М. Б. Грекова) — старейшее художественное учебное заведение Украины.
Коммунальное учреждения «Одесское художественное училище имени Митрофана Борисовича Грекова» 1-го уровня аккредитации выпускает профильных младших бакалавров по специальности 023 «изобразительное искусство, декоративное искусство, реставрация» в пределах лицензионного объема — 60 человек. Также училище имеет лицензию на право осуществления образовательной деятельности по уровню полного общего среднего образования.

## История
Первым художественным заведением на территории современной Украины была Одесская художественная школа рисования, утвердившаяся впоследствии в статусе художественного училища.
Основано 30 мая 1865 года, директором школы был избран Ф. Ф. Мальман, который и составил проект правил школы. Долгое время школа существовала на добровольные пожертвования и не имела постоянного адреса. На протяжении 30 лет решение проблемы местонахождения школы были заботой вице-президента Одесского общества изящных искусств Франца Осиповича Моранди, который находил время и силы для обустройства рисовальной школы. Первые гипсовые слепки, гравюры, манекены были выписаны им из Миланской академии художеств, с которой он имел хорошие отношения.
22 мая 1883 года с благословения епископа елисаветградского Неофита на улице Преображенской 14 был положен первый камень будущего здания художественной школы. В 1885 году школа уже перешла в собственное помещение. 30 декабря 1899 года были утверждены устав и штат Художественного училища.
В 1909 году умер Великий князь Владимир Александрович, который в течение 25 лет субсидировал училище. В благодарность ему училище получило имя Великого князя Владимира Александровича. Это имя оно носило до 1917 года. Ещё в 1919 году Художественное училище было реорганизовано в Высшее и Среднее художественные училища, директором которых стал академик Борис Эдуардс. А с 1921 года учебное заведение стало называться Академией изобразительного искусства, впоследствии и это название было преобразовано, и учебное заведение превратилось в Институт изобразительных искусств, а позднее в Техникум. В 1923—1924 учебном году Институт изобразительных искусств располагал тремя факультетами: архитектурным; живописно-скульптурным; факультетом прикладного искусства с мастерской декоративно-монументальной (фресковой) живописи, театрально-декорационной мастерской, мастерской полиграфического производства, керамической мастерской и экспериментальной мастерской по изучению художественных красок и материалов.
В 1924 году училище было переименовано в Политехникум изобразительных искусств, который готовил художников-монументалистов, полиграфистов, керамистов, затем, в 1930 году, Одесский политехникум изобразительных искусств был переименован в художественный институт, но в 1934 году Одесский художественный институт снова стал средним учебным заведением.

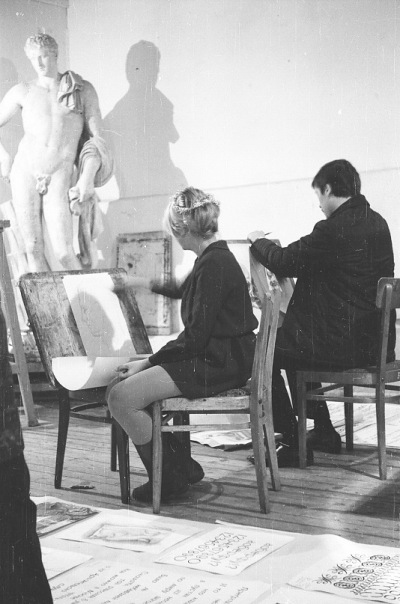
Урок в художественной школе им. М. Б. Грекова

В честь 100-летия со дня основания училища, в 1965 году, оно получило имя бывшего ученика — М. Б. Грекова.
В 1997 году Кабинет Министров Украины издал постановление «Об усовершенствовании высших профессионально-технических учебных заведений». Были ликвидированы учебные заведения, принадлежащие сфере культуры, и созданы новые. На базе прежнего художественного училища было создано Одесское художественно-театральное училище имени М. Б. Грекова, в котором были представлены отделения: художественно-педагогическое, театрально-художественное, народно-художественного творчества. В 2007 году произошла очередная реорганизация училища, в результате чего были воссозданы Одесское театрально-художественное училище и  Одесское художественное училище имени М. Б. Грекова.
С 2018 года учебное заведение носит название — Оде́сский художественный колледж имени М. Б. Гре́кова

## Специальности
В училище имеются следующие направления подготовки:
Специальность 023 «изобразительное искусство, декоративное искусство, реставрация».
В структуре действуют 4 отделения по специализациям:
- живопись,
- скульптура,
- художественное декорирование среды (керамика, батик, мозаика, витраж, роспись стены),
- дизайн, (художественное оформление).

Срок обучения — 4 года.
Форма обучения — очная.

## Педагогический состав
20 современных преподавателей входят в Национальный союз художников Украины. В разное время в училище  преподавали:  К. Костанди, А. Шовкуненко, Г. Ладыженский, Л. Иорини, А. Красовский, Ф. Нестурх, Вилье де Лиль-Адан, братья Цезарь, Пьетро Бони, Н. Лукин, Ю. Коваленко и другие.